# Jan Szczepański (Boxer)
Jan Antoni Szczepański (* 20. November 1939 in Małecz bei Tomaszów Mazowiecki, Woiwodschaft Łódź; † 15. Januar 2017 in Warschau) war ein polnischer Boxer. Er war Olympiasieger 1972 in München und Europameister 1971 in Madrid im Leichtgewicht.

## Werdegang
Mit dem Boxen begann er 1955 im Club Pogoń Zduńska Wola und wechselte 1956 zum Pilica Tomaszów Mazowiecki, wo er bis 1959 unter Marian Twardowski trainierte. Aufgrund seines Militärdienstes wechselte er dann zum Club Legia Warschau, wo er von Stanisław Wasilewski und Henryk Niedźwiedzki betreut wurde. Dort blieb er bis zum Ende seiner Karriere 1975. Von 1964 bis September 1968 war er aufgrund von Herzrhythmusstörungen mit einem Boxverbot belegt worden.
Er war Polnischer Meister der Jahre 1962, 1963, 1969 und 1970 im Leichtgewicht, sowie 1971 und 1974 im Halbweltergewicht. Mit Legia Warschau war er darüber hinaus sechsmaliger Mannschaftsmeister (1960/61, 1961/62, 1962/63, 1968/69, 1971, 1973) und bestritt 15 Länderkämpfe zwischen 1961 und 1973, von denen er acht gewann.
1971 gewann er die Europameisterschaft in Madrid und besiegte dabei unter anderem Giambattista Capretti, Seyfi Tatar, Nikolai Chromow und Antoniu Vasile. Er startete dann auch bei den Olympischen Sommerspielen 1972 in München und kam gegen Kasamiro Marchlo (5:0), James Busceme (5:0), Charles Nash (TKO) und Samuel Mbugua (WO) ins Finale, wo er beim Kampf um Gold László Orbán (5:0) bezwang.
Er beendete seine Karriere nach 290 Kämpfen mit 251 Siegen, 15 Unentschieden und 24 Niederlagen.

## Sonstiges
Szczepański war Absolvent der Mechanikfachschule in Zduńska Wola. Nach seiner Wettkampfkarriere war er Boxtrainer bei Polonia Warschau und KSZO Ostrowiec. Darüber hinaus trat er als Schauspieler auf, darunter in den Filmen Przepraszam, czy tu biją? (1976), Uprowadzenie Agaty (1993) und Za ciosem (1998).
Er starb nach längerer Krankheit 2017 im Alter von 77 Jahren.

## Auszeichnungen
- Verdienter Meister des Sports („Zasłużony Mistrz Sportu“)
- Orden Polonia Restituta III. Klasse („Krzyż Komandorski Orderu Odrodzenia Polski -Klasa III-“)
- Aleksandra-Rekszy-Preis („Nagroda imienia Aleksandra Rekszy“)